# Йоан-Йосип де Камеліс
Йосиф де Каме́ліс (1641—1706 рр.) — греко-католицький єпископ (апостольський вікарій) Мукачівської єпархії (1690–1706 рр.). За походженням грек з острова Хіос.

## Відомі історичні дані
Між Єгерським єпископом та Остригомським архієпископом Угорщини за вплив на Мукачівську єпархію йшла постійна боротьба.
Хиткі справи унії в Закарпатті хвилювали главу контрреформації кардинала Колонича, який вважав, що «руські єпископи» єпархії діють непослідовно. Він вносить пропозицію Папі римському та імператору призначити єпископом Мукачівської єпархії грека Йосифа де Камеліса, який одержав освіту у Ватикані і вже проявив себе як союзник католицизму і умілий організатор церковних справ. Йосиф де Камеліс став у березні 1690 року не тільки єпископом, але й одержав від Леопольда І звання королівського радника. Це мало піднести його авторитет як глави греко-католиків Закарпаття.
Апостольським вікарієм Мукачівської єпархії у 1689—1690 рр. призначено прокуратора ЧСВВ у Римі ієромонаха грецького походження Йосифа де Камілліса, якого супроводжував до місця призначення як секретар і перекладач, а відтак ще й його генеральний вікарій випускник Грецької колегії св. Атанасія, ієромонах ЧСВВ Київської митрополії Адріян Косаковський (1664—1695 рр.), якого противники унії отруїли в 1695 р.
Ставши главою з'єднаної церкви і королівським радником, Йосиф де Камеліс продовжував діяти та поліпшати становище церкви краю. Новий єпископ добився ряду привілеїв для греко-католицького духівництва, обіцяв захистити тих селян, над якими хазяї будуть чинити насильство. Він частіше від своїх попередників відвідував міста і села, зустрічався з населенням, закликав переходити на бік унії. Часто проводив збори духівництва, вимагав від нього підвищувати свою освіту й культуру, чемно поводитись з віруючими. Це мало сприяти піднесенню авторитету греко-католицької церкви. Коли ж метод пряника не допомагав, коли треба, єпископ пускав у хід навіть силу. Багато праці для ширення унії приклав єпископ-грек Й. де-Камеліс. Це призвело до того, що наприкінці XVII ст. унія поширилася не тільки в Березькому, але й частково в Угочанському і навіть Марамороському комітатах.
Хоч Йосиф де Камілліс був греком за походженням, однак він підтримував церковнослов'янську мову. Він першим почав друкувати книги на руській (церковнослов'янській) мові («Катехизм», «Азбука»). Згадану церковнослов'янську мову, з різним ступенем впливу живомовних елементів, було вживано і в перших букварях, починаючи з букваря, приписуваного Йосипу Де Камелісу «Букваръ языка славенска» (1699), усі примірники якої було конфісковано та знищено пізніше за наказом церкви.
Після смерті де Камілліса роль києво-галицького впливу в історії Мукачівської єпархії дещо змінюється: якщо до цього часу галичан «використовували» латинські ієрархи Угорщини з Естерґому (не виключено що й супроти амбіцій своїх візаві з Еґеру), то після Апостольські вікарії Мукачівської єпархії шукають у Києво-Галицьких унійних митрополитів висвячення на єпископів і підтримки у боротьбі за канонічне заснування самостійної Мукачівської єпархії, спрямованої уже проти «опіки» латинського Еґеру.